# Tozama daimyō
Un tozama daimyo (外様大名?, tozama daimyō, lett. feudatario esterno) era un signore feudale (大名?, daimyō) giapponese che non apparteneva alla cerchia degli alleati degli shōgun, i dittatori militari che governarono il Giappone per diversi secoli. Il termine fu introdotto nel periodo Kamakura (1185-1333) e restò in uso fino alla fine del periodo Edo (1603-1868).

## Premesse
Dopo un lungo periodo di instabilità politica, contrassegnato da diverse guerre civili, il daimyo Ieyasu Tokugawa riunificò il Giappone. Decisiva fu la battaglia di Sekigahara del 1600, in cui Ieyasu ed i suoi alleati sconfissero i rivali. Nel 1603, Ieyasu fu insignito dall'imperatore Go-Yōzei del titolo di shōgun, con il quale iniziò la dittatura militare, conosciuta come shogunato Tokugawa, ed il periodo Edo della storia giapponese.

## Periodo Edo
Con l'avvento dei Tokugawa, i feudi vennero riorganizzati e presero il nome di domìni (藩?, han), con a capo i daimyō, che vennero divisi in categorie. I daimyō che si erano sottomessi al potere dello shogunato Tokugawa dopo Sekigahara, vennero classificati come tozama (esterni). Si differenziavano dai feudatari vassalli di Ieyasu Tokugawa, che furono suoi alleati storici prima della battaglia. A questi fu conferito il più importante titolo di fudai daimyō (譜代大名?, fudai daimyō) e vennero riservate cariche a cui i tozama non poterono quasi mai accedere.
Molti dei territori più vasti erano governati dai tozama. Il più grande era il dominio di Kaga del clan Maeda, che si estendeva nelle province di Kaga, Etchu e Noto. Con una produzione annua di 1.000.000 di koku (circa 150.000 tonnellate) di riso, era secondo solo al dominio di Ieyasu Tokugawa. Altro importante feudo era il dominio di Satsuma del clan Shimazu, che produceva circa 770.000 koku annui. Altri tozama daimyō furono i rappresentanti dei clan Mōri, Date, Hachisuka e Uesugi. Molte, ma non tutte, di queste famiglie avevano vissuto nella stessa regione per secoli prima dello shogunato Tokugawa.
Tokugawa Ieyasu aveva trattato i vassalli tozama amichevolmente, ma in seguito i suoi successori esercitarono maggiore autorità. Il figlio e successore di Ieyasu, Tokugawa Hidetada, istituì la legge della "presenza alternata" (参勤交代?, sankin kōtai), che obbligava i daimyō a soggiornare a Edo, sede dello shogun ed odierna Tōkyō, un anno sì ed un anno no. Le loro famiglie dovevano risiedervi in pianta stabile, venivano così scongiurate ribellioni ed evasioni fiscali. Fra il 1623 e il 1626, Tokugawa Iemitsu, figlio e successore di Hidetada, fu meno tollerante del padre e del nonno. Nel Giappone occidentale, i tozama daimyō trassero grandi profitti dal commercio con gli stranieri nella metà del diciassettesimo secolo. Il loro crescente successo era una minaccia per lo shogunato, che rispose chiudendo i porti del Giappone occidentale e di Kyūshū al commercio estero.
Per tenere in scacco i tozama, lo shogunato collocò i più fidati fudai daimyō in postazioni strategiche, lungo le maggiori strade e vicino ad importanti città. Per gran parte del periodo Edo, lo shogunato ordinariamente non pose tozama in posizioni eminenti di governo, che andarono ai fudai daimyō. Le cose cambiarono negli ultimi anni dello shogunato, periodo conosciuto come Bakumatsu, quando al tozama daimyō Matsumae Takahiro venne assegnata l'alta carica governativa di rōjū.
I tozama daimyō di Satsuma e di Chōshū (rispettivamente i clan Shimazu e Mōri) furono decisivi nella caduta dello Shogunato Tokugawa alla fine del periodo Bakumatsu. Guadagnando altri tozama alla loro causa, combatterono contro lo shogunato ed i suoi alleati daimyō di Aizu, e dell'Ōuetsu Reppan Dōmei (alleanza settentrionale) durante la guerra Boshin del 1868-69. Molti membri dei clan di Satsuma e Chōshū furono tra i dominatori della politica nei decenni successivi, fino agli inizi del XX secolo.